# Battleground (2014)
Battleground (2014) foi um evento de wrestling profissional em formato pay-per-view e evento da WWE Network produzido pela WWE. Aconteceu em 20 de julho de 2014, no Tampa Bay Times Forum em Tampa, Flórida Esta foi a segunda edição na cronologia do Battleground.
Nove lutas foram disputadas no evento, sendo duas delas exibidas no pré-show. No evento principal, John Cena derrotou Randy Orton, Kane e Roman Reigns em uma luta Fatal four-way para reter o WWE World Heavyweight Championship.
O evento recebeu 99.000 compras (excluindo visualizações da WWE Network), um pouco abaixo das 114.000 compras do ano anterior.

## Historias
O card consistiu em nove lutas, incluindo duas no pré-show, que resultaram de enredos roteirizados, onde os lutadores retratavam vilões, heróis ou personagens menos distinguíveis em eventos roteirizados que criaram tensão e culminaram em uma luta ou série de lutas, com resultados pré-determinados pelos escritores da WWE, enquanto as histórias foram desenvolvidas nos principais programas de televisão da WWE, Raw e SmackDown.
No Money in the Bank, John Cena venceu uma luta de escadas (os outros participantes foram: Kane, Randy Orton, Roman Reigns, Alberto Del Rio, Sheamus, Bray Wyatt e Cesaro) pelo vago WWE World Heavyweight Championship para se tornar 15 vezes Campeão Mundial de Pesos Pesados da WWE. Na noite seguinte no Raw, Triple H agendou Cena para defender o título no Battleground em uma luta Fatal 4-Way contra Roman Reigns, Kane e Randy Orton.
No Raw de 30 de junho, AJ Lee retornou à WWE, derrotando Paige pelo Divas Championship. No episódio de 11 de julho do Smackdown, AJ foi escalada para defender o título contra Paige no evento.
Na edição de 30 de junho do Raw, foi revelado que Bad News Barrett sofreu uma lesão na edição de 27 de junho do SmackDown quando foi jogado na barricada por Jack Swagger. Devido a isso, ele foi destituído do Intercontinental Championship. Michael Cole anunciou que haveria uma batalha real no Battleground pelo Intercontinental Championship vago. Na mesma edição, Cesaro, The Great Khali, Kofi Kingston e Damien Sandow foram adicionados à batalha real. Na edição de 1º de julho do Main Event, Dolph Ziggler, Rob Van Dam, Ryback, Curtis Axel e Big E foram adicionados à luta. Na edição de 4 de julho do SmackDown, Alberto Del Rio e Bo Dallas foram adicionados à luta. Na edição de 7 de julho do Raw, Fandango e Sheamus foram adicionados à luta. Na edição de 14 de julho do Raw, Sin Cara, The Miz, Titus O'Neil, Xavier Woods, Zack Ryder, Heath Slater, R-Truth, Adam Rose e Diego foram adicionados à luta. No Battleground, Bad News Barrett iria conceder o Intercontinental Championship ao vencedor da batalha real. Em 16 de julho, Sandow e Rose foram retirados da batalha real. Em 20 de julho, Sandow foi reintegrado na batalha real e Fandango foi retirado da batalha real. Rob Van Dam não apareceu na batalha real devido a uma lesão.
Na edição de 30 de junho do Raw, Chris Jericho voltou à WWE, mas foi atacado pela Wyatt Family, estabelecendo assim um confronto entre os dois no evento. Em 8 de julho, Jericho foi escalado para enfrentar Bray Wyatt no Batleground.
Depois do Money in the Bank, os Campeões de Duplas da WWE The Usos continuaram sua rivalidade com os membros da Wyatt Family Luke Harper e Erick Rowan. Na edição de 30 de junho do Raw, a Wyatt Family derrotou os Usos e Sheamus. Na edição de 7 de julho do Raw, Harper e Rowan derrotaram os Usos. Na edição de 11 de julho do SmackDown, os Usos foram agendados para defenderem os títulos contra a Wyatt Family em uma luta de 2 quedas no evento.
Na edição de 2 de junho do Raw, Seth Rollins traiu o The Shield atacando Dean Ambrose e Roman Reigns, se aliando a Authority no processo. Nas semanas seguintes, Rollins e Ambrose se atacaram e cada um interferiu nas lutas um do outro. A rivalidade se intensificou quando Kane ajudou Rollins a vencer a luta de escadas do Money in the Bank no pay-per-view Money in the Bank em 29 de junho.
Na edição de 30 de junho do Raw, Jack Swagger e Zeb Colter confrontaram Rusev e Lana sobre suas visões antiamericanas. Swagger e Colter lançaram um desafio a Rusev, que foi aceito na edição de 14 de julho do Raw.
Também foi confirmado para o evento a luta entre Cameron e Naomi, que aconteceu no pré-show. Depois de perderem para AJ Lee e Paige na edição de 7 de julho do Raw, Cameron e Naomi se atacaram, efetivamente separando as Funkadactyls e agendando uma luta para o evento.
Em 20 de julho, uma luta entre Adam Rose e Fandango foi marcada para o pré-show.

## Evento
| Função:                   | Nome:                    |
| ------------------------- | ------------------------ |
| Comentaristas em inglês   | Michael Cole             |
| Comentaristas em inglês   | John "Bradshaw" Layfield |
| Comentaristas em inglês   | Jerry Lawler             |
| Comentaristas em espanhol | Carlos Cabrera           |
| Comentaristas em espanhol | Marcelo Rodriguez        |
| Entrevistador             | Tom Phillips             |
| Anunciadores de ringue    | Lilian Garcia            |
| Anunciadores de ringue    | Justin Roberts           |
| Árbitros                  | Mike Chioda              |
| Árbitros                  | Charles Robinson         |
| Árbitros                  | John Cone                |
| Árbitros                  | Jason Ayers              |
| Árbitros                  | Darrick Moore            |
| Árbitros                  | Matt Bennett             |
| Árbitros                  | Ryan Tran                |
| Árbitros                  | Rod Zapata               |
| Painel do pré-show        | Renee Young              |
| Painel do pré-show        | Booker T                 |
| Painel do pré-show        | Christian                |
| Painel do pré-show        | Alex Riley               |

### Pré-show
Durante o pré-show do Battleground , Adam Rose derrotou Fandango, e Cameron derrotou Naomi.

### Lutas preliminares
O pay-per-view começou com The Usos defendendo o WWE Tag Team Championship contra Luke Harper e Erick Rowan da Wyatt Family em uma lutas de duas quedas. Harper e Rowan venceram a primeira queda depois que Harper executou uma Big Boot em Jey. Os Usos venceram a segunda queda depois que Jey imobilizou Harper com um roll-up. Os Usos venceram a terceira queda após realizar um duplo Samoan Splash em Harper, o que significa que os Usos retiveram o título.
Em seguida, AJ Lee defendeu o Divas Championship contra Paige. No clímax, AJ aplicou o black widow, que Paige rebateu e então executou uma Paige Turner em AJ para uma contagem de dois. Paige tentou o PTO, mas AJ e Paige trocaram as contagens. AJ realizou um Shining Wizard em Paige para reter o título.
Depois disso, Rusev enfrentou Jack Swagger. O final viu Swagger aplicar o Patriot Lock em Rusev fora do ringue, mas Rusev escapou da chave puxando Swagger para o poste do ringue e Swagger foi contado. Após a luta, Rusev aplicou um The Accolade em Swagger.
Em seguida, Dean Ambrose estava escalado para enfrentar Seth Rollins, mas Ambrose foi expulso da arena por Triple H por lutar com Rollins nos bastidores. Em seguida, Rollins declarou-se vencedor por desistência. Mais tarde, quando Rollins estava saindo da arena, ele foi atacado por Ambrose, mas conseguiu escapar.
Na quarta luta, Bray Wyatt enfrentou Chris Jericho. Durante a luta, Luke Harper e Erick Rowan foram expulsos do ringue depois de tentarem atacar Jericho. A luta terminou quando Jericho realizou um Codebreaker em Wyatt para vencer a luta.
Na penúltima luta, a batalha real pelo vago Intercontinental Championship foi disputada. No final, Dolph Ziggler realizou um Superkick em Sheamus para eliminá-lo, mas The Miz , que estava escondido fora do ringue, eliminou Ziggler para vencer o título.

## Evento principal
No evento principal, John Cena defendeu o WWE World Heavyweight Championship contra Randy Orton, Roman Reigns e Kane em uma luta Fatal four-way. Durante a luta, Cena aplicou um STF em Orton, mas Reigns quebrou a submissão. Reigns executou um Spear em Cena, mas Kane quebrou o pinfall. Reigns aplicou um Spear em Orton através da barricada. Reigns executou um Spear em Kane, mas Cena quebrou o pinfall. Cena realizou um Attitude Adjustment em Reigns, mas Kane interrompeu o pinfall. Kane realizou um Chokeslam em Cena e um Chokeslam em Reigns para uma contagem de dois. Reigns executou um Spear em Kane, mas recebeu um RKO de Orton. Cena realizou um Attitude Adjustment em Orton em cima de Kane e imobilizou Kane para reter o título.

## Resultados
| Nº                                          | Resultados                                                                                         | Estipulações                                                         | Tempo |
| ------------------------------------------- | -------------------------------------------------------------------------------------------------- | -------------------------------------------------------------------- | ----- |
| Pré- show                                   | Adam Rose (com Layla e Summer Rae) derrotou Fandango                                               | Luta individual                                                      | 02:08 |
| Pré- show                                   | Cameron derrotou Naomi                                                                             | Luta individual                                                      | 03:19 |
| 1                                           | The Usos (Jey Uso e Jimmy Uso) (c) derrotaram The Wyatt Family (Erick Rowan e Luke Harper) por 2–1 | Luta de duplas pelo WWE Tag Team Championship                        | 18:50 |
| 2                                           | AJ Lee (c) derrotou Paige                                                                          | Luta individual pelo Divas Championship                              | 07:10 |
| 3                                           | Rusev (com Lana) derrotou Jack Swagger (com Zeb Colter) por count-out                              | Luta individual                                                      | 09:47 |
| 4                                           | Seth Rollins derrotou Dean Ambrose por desistência                                                 | Luta individual                                                      | N/A   |
| 5                                           | Chris Jericho derrotou Bray Wyatt                                                                  | Luta individual                                                      | 15:01 |
| 6                                           | The Miz venceu ao eliminar por último Dolph Ziggler                                                | Batalha real de 19 lutadores pelo vago Intercontinental Championship | 14:10 |
| 7                                           | John Cena (c) derrotou Kane, Randy Orton e Roman Reigns                                            | Luta Fatal 4-Way pelo WWE World Heavyweight Championship             | 18:15 |
| (c) – Refere-se aos campeões antes da luta. | |                                                                      |       |

1.↑ Ordem de eliminação na battle Royal
| Ordem | Participante    | Eliminado por    | Tempo |
| ----- | --------------- | ---------------- | ----- |
| 1     | Xavier Woods    | Great Khali      | 1:09  |
| 2     | Zack Ryder      | Great Khali      | 1:14  |
| 3     | Great Khali     | Vários lutadores | 1:36  |
| 4     | Sin Cara        | Bo Dallas        | 2:02  |
| 5     | R-Truth         | Ryback e Cesaro  | 3:15  |
| 6     | Curtis Axel     | Damien Sandow    | 3:21  |
| 7     | Damien Sandow   | Diego            | 3:50  |
| 8     | Diego           | Ryback           | 4:06  |
| 9     | Ryback          | Sheamus          | 5:22  |
| 10    | Titus O'Neil    | Bo Dallas        | 6:44  |
| 11    | Alberto Del Rio | Dolph Ziggler    | 8:34  |
| 12    | Big E           | Cesaro           | 9:14  |
| 13    | Kofi Kingston   | Cesaro           | 10:28 |
| 14    | Cesaro          | Heath Slater     | 10:37 |
| 15    | Heath Slater    | Sheamus          | 10:58 |
| 16    | Bo Dallas       | Dolph Ziggler    | 11:32 |
| 17    | Sheamus         | Dolph Ziggler    | 14:05 |
| 18    | Dolph Ziggler   | The Miz          | 14:10 |
| 19    | The Miz         | Vencedor         | N/A   |